# レフューズニクたちへの祈り
『レフューズニクたちへの祈り』（-いのり、仏語 Prières pour refuzniks）は、2006年（平成18年）にジャン＝リュック・ゴダール監督が製作した『レフューズニクたちへの祈り (1)』（Prière pour refuzniks (1)）、『レフューズニクたちへの祈り (2)』（Prière pour refuzniks (2)）の連作によるスイスの短篇映画群である。『徴兵拒否者への祈り』（ちょうへいきょひしゃ-）とも。

## 略歴・概要
2006年（平成18年）5月11日 - 同年8月14日、パリの国立総合文化施設ポンピドゥー・センターが企画した初のゴダール展『ユートピアでの単数/複数の旅行 ジャン＝リュック・ゴダール 1946年 - 2006年』（Travel(s) in Utopia, Jean-Luc Godard 1946-2006）が行なわれた際に、同センターの上映ホールで、ゴダールの初期の作品『カラビニエ』（1963年）の併映として公開された。
本作はいずれも、徴兵を拒否したために幽閉されたイスラエルの若い兵士たち（レフューズニク）への映画書簡である。2007年（平成19年）11月7日にフランスで発売された『愛の世紀』と『アワーミュージック』の2枚組DVDのボーナストラックに、いずれも収録されている。

## レフューズニクたちへの祈り (1)

### 概要
本作は、ゴダールが1963年（昭和38年）に製作した映画『カラビニエ』の処刑シーンのアーカイヴ・フッテージに、レオ・フェレが1973年（昭和48年）に発表した楽曲『L'Oppression』（「弾圧」の意）を音声トラックに載せたもので、弾圧との闘争を語り直したものである。

### スタッフ・キャスト
- 監督・脚本・編集・プロデューサー : ジャン＝リュック・ゴダール
- 出演 : 『カラビニエ』（1963年）のアーカイヴ・フッテージ
  - パトリス・ムレ （ミケランジュ役、アルベール・ジュロス名義）
  - オディ・ジュフロワ （若き女コミュニスト）
- 音楽 : レオ・フェレ『L'Oppression』（1973年）

## レフューズニクたちへの祈り (2)

### 概要
イスラエルでのパレスチナ紛争をめぐる映像と、ステンドグラスを背に歌うサラエヴォの歌手による独唱をフィーチャーしたミニ・オラトリオである。

イスラエル国旗の六芒星

平筆でダビデの星を描く映像から始まる。ドイツ語で字幕が2枚、対比される。
ベルリンは Berlin
ただ一人 halt ein 1
あなたのダンサーは dein Tänzer
死である ist der Tod
エルサレムは Jerusalem
ただ一人 halt ein 1
あなたのダンサーは dein Tänzer
死である ist der Tod
最後にエンドタイトルの代わりに字幕が1枚。
地球 Terre
対する contre
空 ciel

### スタッフ・キャスト
- 監督・脚本・編集・プロデューサー : ジャン＝リュック・ゴダール

## 関連事項
- ジャン＝リュック・ゴダール監督作品一覧
- レフューズニク （fr:Refuznik、en:Refusenik）
- レフューズニク (映画) （en:Refusenik (2008 film)）
- レオ・フェレ （fr:Léo Ferré）